# Josef Johann Horschik
Josef Johann Horschik (* 16. Februar 1874 in Schönhof (Böhmen); † 24. April 1955 in Dresden) war ein deutscher Kaufmann und Schriftsteller.

## Leben

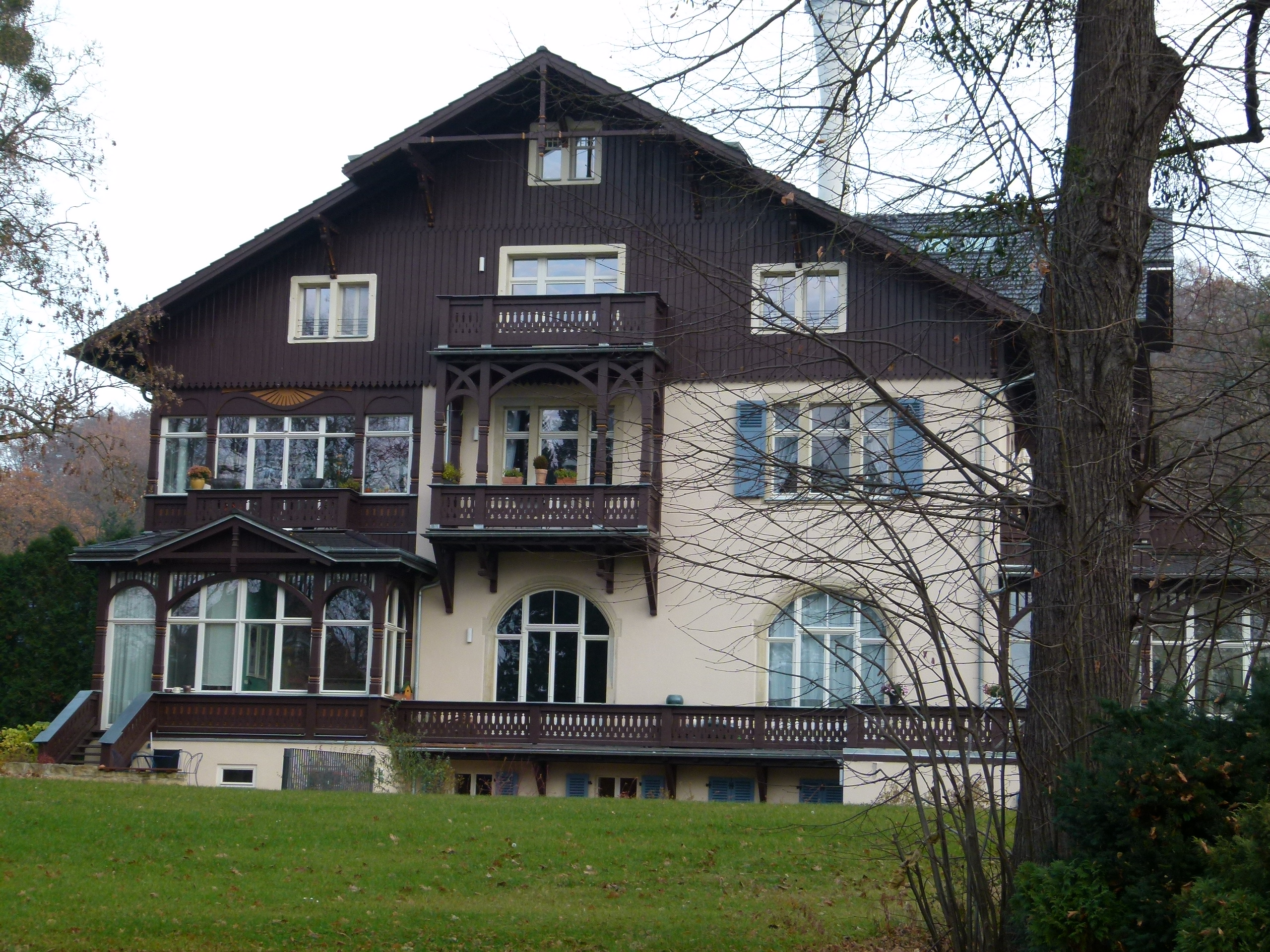
Villa Asta in Dresden-Wachwitz – Wohnsitz von Josef Johann Horschik von 1941 bis 1955

Horschik wurde im böhmischen Schönhof (heute Krásný Dvůr) als Sohn des Gastwirts Josef Horschik und dessen Ehefrau Mathilde Anne geb. Erlbeck geboren. Nach der Beendigung einer kaufmännischen Lehre war er zunächst in Aussig tätig und kam 1896 als kaufmännischer Angestellter in ein Agenturgeschäft nach Dresden. Um 1908 macht er sich selbständig, er handelte zunächst mit Zündhölzern und baute dann eine Großhandlung für Landeserzeugnisse, Zündhölzer und Kakao auf.
Neben seiner beruflichen Tätigkeit befasste er sich mit Kunst und Literatur und schloss sich dem geistig-künstlerischen Kreis um Ida Bienert und ihrem Mann Erwin an. 1905 erschien in Leipzig sein erster Gedichtband „Lieder des Wanderers“. Neben lyrischen Werken verfasste Horschik auch Novellen sowie den Roman „Johannes Lister“. Alle seine Bücher durchzieht ein Motiv – die Liebe und Sehnsucht zur böhmischen Heimat.
Ab 1941 wohnte er bis zu seinem Tod in Dresden-Wachwitz in der Villa Asta, Am Steinberg 11. Sein Grab befindet sich auf dem Loschwitzer Friedhof, sein literarischer Nachlass in der Sächsischen Landesbibliothek.
Horschik war seit 1908 mit Johanna Caroline Ernestine Ruhstrat (1887–1976) aus Birkenfeld (Großherzogtum Oldenburg) verheiratet. Ihr gemeinsamer Sohn war Josef Horschik (1909–1981), ein Kunsthistoriker und Steinzeugforscher im Auftrag der Akademie der Wissenschaften, verheiratet mit Wilhelmine Horschik, geb. Stock (1920–1990). Deren Sohn ist der Dresdner Kunsthändler und Galerist Christoff Horschik.

## Werke
- Lieder des Wanderers – Lyrikband, Leipzig (1905)
- Reif im Frühling – Novellen, Leipzig (1906)
- Johannes Lister – Ein Künstlerroman, Leipzig (1912)
- Unter Sternen – Lieder und Gedichte, Dresden (1936)
- Sudetenland – Lieder und Gedichte, Dresden (1938)